# Кларно (Вісконсин)
Кларно (англ. Clarno) — місто (англ. town) в США, в окрузі Ґрін штату Вісконсин. Населення — 1133 особи (2020).

## Демографія
Згідно з переписом 2010 року, у місті мешкало 1166 осіб у 445 домогосподарствах у складі 338 родин. Було 469 помешкань
Расовий склад населення:
| - 98,0 % — білих - 0,7 % — азіатів - 0,3 % — чорних або афроамериканців |

До двох чи більше рас належало 0,5 %. Частка іспаномовних становила 0,9 % від усіх жителів.
За віковим діапазоном населення розподілялося таким чином: 24,6 % — особи молодші 18 років, 62,2 % — особи у віці 18—64 років, 13,2 % — особи у віці 65 років та старші. Медіана віку мешканця становила 42,3 року. На 100 осіб жіночої статі у місті припадало 105,3 чоловіків;  на 100 жінок у віці від 18 років та старших — 114,4 чоловіків також старших 18 років.
Середній дохід на одне домашнє господарство  становив 88 533 долари США (медіана — 62 396), а середній дохід на одну сім'ю — 103 634 долари (медіана — 81 500). Медіана доходів становила 51 548 доларів для чоловіків та 39 167 доларів для жінок. За межею бідності перебувало 14,2 % осіб, у тому числі 21,4 % дітей у віці до 18 років та 6,2 % осіб у віці 65 років та старших.
Цивільне працевлаштоване населення становило 737 осіб. Основні галузі зайнятості: освіта, охорона здоров'я та соціальна допомога — 26,5 %, виробництво — 15,5 %, сільське господарство, лісництво, риболовля — 14,9 %.